# Верещагино (Тутаевский район)
Верещагино — село в Тутаевском районе Ярославской области России. 
В рамках организации местного самоуправления входит в Левобережное сельское поселение, в рамках административно-территориального устройства — в Никольский сельский округ.

## География
Расположено на правом берегу реки Сдериножка (притока Митьки), в 18 километрах к северо-востоку (по прямой) от центра города Тутаева.

## История
В XVI веке село принадлежало боярину А.А. Нарышкину. Каменный храм в селе с ярусной колокольней построен в 1797 году на средства владельцев села помещиков Масловых. Храм расписан в 1873 году. Престол во имя Святой Живоначальной Троицы. 
В конце XIX — начале XX село входило в состав Понгиловской волости Романово-Борисоглебского уезда Ярославской губернии.
С 1929 года село входило в состав Потыкинского сельсовета Тутаевского района, с 1954 года — в составе Никольского сельсовета, с 2005 года — в составе Левобережного сельского поселения.

## Население
| 1859 | 2002 | 2007 | 2010 |
| ---- | ---- | ---- | ---- |
| 92   | ↗122 | ↘115 | ↗116 |

Согласно результатам переписи 2002 года, в национальной структуре населения русские составляли 98 % от всех жителей.

## Достопримечательности
В селе находится церковь Троицы Живоначальной (1787 год).